# Hemencyrtus
Hemencyrtus is een geslacht van vliesvleugeligen uit de familie Encyrtidae. De wetenschappelijke naam van dit geslacht is voor het eerst geldig gepubliceerd in 1900 door Ashmead.

## Soorten
Het geslacht Hemencyrtus omvat de volgende soorten:
- Hemencyrtus brasiliensis (Ashmead, 1904)
- Hemencyrtus casali De Santis, 1967
- Hemencyrtus herbertii Ashmead, 1900
- Hemencyrtus hirsutus Hayat, 2003